# АПР (футбольный клуб)
АПР (Armée Patriotique Rwandaise FC) — футбольный клуб из Руанды выступающий в Премьер лиге Руанды, основанный в 1993 году, базируется в городе Кигали, домашний стадион «Амахоро» вместимостью 45 500 чел. Название расшифровывается как «Армия Патриотического Фронта Руанды». АПР является самым титулованным клубом в Руанде — он выигрывал местный Чемпионат 22 раз, это в два раза больше чем у ближайшего преследователя Район Спорт (9 выигранных титулов).

## История
Возникший в 1993 году АПР в первые 2 месяца начал проводить свои первые товарищеские матчи :
АПР — ПСД (Руанда) 2-0 ; АПР — Инката (Кения) 2-1. После остановки геноцида в Руанде к 1994 года клуб продолжил серии товарищеских матчей с командами из Руанды и Зарубежья :
АПР — Кийову Спорт (Руанда) 1-1; АПР — Мукура (Руанда) 1-1; АПР — Витал’о (Бурунди) 1-2; АПР — Экспресс (Уганда) 1-2.
В 1995 году был выигран первый кубок Амахоро (Peace cup), через некоторое время «армейцы» были включены в Первый Дивизион Руанды (Второй по значимости).

## Достижения
- Премьер Лига Руанды
  - 1995, 1996, 1999, 2000, 2001, 2003, 2005, 2006, 2007, 2009, 2010, 2011, 2012, 2014, 2015, 2016, 2018, 2020, 2021, 2022, 2023, 2024, 2025
- Кубок Руанды
  - 2002, 2006, 2007, 2008, 2010, 2011, 2012, 2014, 2017
- Суперкубок
  - 2002, 2016, 2018
- Клубный Кубок КЕСАФА
  - 2004, 2007, 2010